# Camposaurus
Ne doit pas être confondu avec Camptosaurus.
Camposaurus arizonensis
Genre
Espèce
Camposaurus est un genre éteint de dinosaure de la famille des Coelophysidae qui a vécu au Trias supérieur dans ce qui est maintenant l'Amérique du Nord. 
L'espèce type et seule espèce, Camposaurus arizonensis, a été formellement décrite par Hunt, Lucas, Heckert et Lockely en 1998.

## Étymologie
Le nom de genre Camposaurus rend hommage au paléontologue Charles Lewis Camp auquel est associé le mot du grec ancien « saûros » qui signifie « lézard » pour donner « lézard de Camp ». Le nom d'espèce arizonensis rappelle l'endroit où le fossile a été découvert, l'Arizona.

## Découverte
L'holotype, référencé UCMP 34498, a été extrait de la carrière de Placerias, creusée dans la formation géologique de Bluewater Creek en Arizona, qui date du Norien (Trias supérieur), soit il y a environ entre ≃227,3 et ≃205,7 millions d'années.
Il se compose d'os partiels de la partie inférieure des pattes (tibia distal, fibula distale, et astragale). Comme les autres coelophysidés, ils possèdent des tibio-tarses et fibulo-tarses fusionnés.

## Historique
Les restes très partiels retrouvés ont conduit à de nombreux débats quant à l'attribution taxonomique de ces fossiles.
En 1995, Camposaurus a d'abord été placé dans le clade des Ceratosauria par Long et Murray
Downs en 2000, pointe sa grande ressemblance morphologique avec le genre Coelophysis dont il considère qu'il est un synonyme junior.
En 2007, Nesbitt et ses collègues indiquent que son astragale est identique à celle de Coelophysis bauri et considèrent que les deux genres sont synonymes.
La pauvreté des restes fossiles conduit toutefois la plupart des paléontologues à considérer Camposaurus comme un nomen dubium,.
Cependant, en 2011, un réévaluation des fossiles par Ezcurra et Brusatte leur permet d'identifier des autapomorphies qui les conduisent à valider le genre et l'espèce.

## Description
L'analyse d'Ezcurra et Brusatte pointe deux autapomorphies (caractère dérivé propre à un taxon) :
- la crête caudale de la surface articulaire du tibia sur celle de la fibula est proéminente, prenant la forme d'une crête longitudinale pointue, la surface médiane présentant une tubérosité diagonale marquée et fortement inclinée ;
- le condyle supérieur de l'astragale ne montre pas de projection crânienne forte du corps astragalaire.

Leur analyse montre, outre la validité du genre et de l'espèce, que Camposaurus arizonensis appartient au clade des Neotheropoda, dont il est le plus ancien représentant connu,. Les auteurs pointent toutefois bien l'aspect parcellaire des données sur ces néothéropodes primitifs. Son plus proche parent serait Coelophysis rhodesiensis.
La taille de Camposaurus est estimée, de façon très hypothétique, à 3 mètres de long.